# Britische Tourenwagen-Meisterschaft 2010

Das offizielle Logo der BTCC

Die 53. Britische Tourenwagen-Meisterschaft 2010 begann am 3. April in Thruxton und endete am 10. Oktober in Brands Hatch.
Wie auch schon 2009 bestand die Saison 2010 aus zehn Rennwochenenden mit jeweils drei Rennen. Titelverteidiger war der Nordire Colin Turkington. Nach insgesamt 30 Rennen siegte Jason Plato (Chevrolet Cruze) vor Matt Neal (Honda Civic) und Gordon Shedden (Honda Civic). Sieger der Konstrukteurswertung wurde Honda.

## Ergebnisse und Wertungen

### Kalender
|            | Datum             | Rennen     | Strecke             | Pole-Position   | Platz 1             | Platz 2         | Platz 3         |
| ---------- | ----------------- | ---------- | ------------------- | --------------- | ------------------- | --------------- | --------------- |
| 1, 2, 3    | 3.–4. April       | England    | Thruxton            | Gordon Shedden  | Fabrizio Giovanardi | Jason Plato     | Mat Jackson     |
| 1, 2, 3    | 3.–4. April       | England    | Thruxton            | Gordon Shedden  | Fabrizio Giovanardi | Matt Neal       | Paul O’Neill    |
| 1, 2, 3    | 3.–4. April       | England    | Thruxton            | Gordon Shedden  | Steven Kane         | Mat Jackson     | Jason Plato     |
| 4, 5, 6    | 24.–25. April     | England    | Rockingham          | Tom Chilton     | Matt Neal           | Gordon Shedden  | Jason Plato     |
| 4, 5, 6    | 24.–25. April     | England    | Rockingham          | Tom Chilton     | Jason Plato         | Robert Collard  | Steven Kane     |
| 4, 5, 6    | 24.–25. April     | England    | Rockingham          | Tom Chilton     | Matt Neal           | Paul O’Neill    | Steven Kane     |
| 7, 8, 9    | 1.–2. Mai         | England    | Brands Hatch (GP)   | Tom Chilton     | Tom Chilton         | Gordon Shedden  | Tom Onslow-Cole |
| 7, 8, 9    | 1.–2. Mai         | England    | Brands Hatch (GP)   | Tom Chilton     | Tom Onslow-Cole     | Gordon Shedden  | Alex MacDowall  |
| 7, 8, 9    | 1.–2. Mai         | England    | Brands Hatch (GP)   | Tom Chilton     | Mat Jackson         | Matt Neal       | Steven Kane     |
| 10, 11, 12 | 5.–6. Juni        | England    | Oulton Park         | Tom Onslow-Cole | Tom Onslow-Cole     | Gordon Shedden  | Robert Collard  |
| 10, 11, 12 | 5.–6. Juni        | England    | Oulton Park         | Tom Onslow-Cole | Jason Plato         | Matt Neal       | Tom Onslow-Cole |
| 10, 11, 12 | 5.–6. Juni        | England    | Oulton Park         | Tom Onslow-Cole | Matt Neal           | Steven Kane     | James Nash      |
| 13, 14, 15 | 19.–20. Juni      | England    | Croft               | Tom Chilton     | Gordon Shedden      | Robert Collard  | Jason Plato     |
| 13, 14, 15 | 19.–20. Juni      | England    | Croft               | Tom Chilton     | Gordon Shedden      | Matt Neal       | Jason Plato     |
| 13, 14, 15 | 19.–20. Juni      | England    | Croft               | Tom Chilton     | Andrew Jordan       | Tom Onslow-Cole | Steven Kane     |
| 16, 17, 18 | 7.–8. August      | England    | Snetterton          | Alex MacDowall  | Jason Plato         | Mat Jackson     | Tom Chilton     |
| 16, 17, 18 | 7.–8. August      | England    | Snetterton          | Alex MacDowall  | Jason Plato         | Tom Chilton     | Tom Onslow-Cole |
| 16, 17, 18 | 7.–8. August      | England    | Snetterton          | Alex MacDowall  | Gordon Shedden      | Robert Collard  | Matt Neal       |
| 19, 20, 21 | 21.–22. August    | England    | Silverstone         | Tom Onslow-Cole | Tom Chilton         | Tom Onslow-Cole | Jason Plato     |
| 19, 20, 21 | 21.–22. August    | England    | Silverstone         | Tom Onslow-Cole | Tom Chilton         | Robert Collard  | Tom Onslow-Cole |
| 19, 20, 21 | 21.–22. August    | England    | Silverstone         | Tom Onslow-Cole | Tom Onslow-Cole     | Paul O’Neill    | Mat Jackson     |
| 22, 23, 24 | 4.–5. September   | Schottland | Knockhill           | Alex MacDowall  | Gordon Shedden      | Alex MacDowall  | Steven Kane     |
| 22, 23, 24 | 4.–5. September   | Schottland | Knockhill           | Alex MacDowall  | Matt Neal           | Gordon Shedden  | Jason Plato     |
| 22, 23, 24 | 4.–5. September   | Schottland | Knockhill           | Alex MacDowall  | Jason Plato         | Tom Onslow-Cole | Matt Neal       |
| 25, 26, 27 | 18.–19. September | England    | Donington           | Tom Chilton     | Gordon Shedden      | Tom Chilton     | Mat Jackson     |
| 25, 26, 27 | 18.–19. September | England    | Donington           | Tom Chilton     | Tom Onslow-Cole     | Gordon Shedden  | Jason Plato     |
| 25, 26, 27 | 18.–19. September | England    | Donington           | Tom Chilton     | Matt Neal           | Robert Collard  | Jason Plato     |
| 28, 29, 30 | 9.–10. Oktober    | England    | Brands Hatch (Indy) | Jason Plato     | Jason Plato         | Gordon Shedden  | Matt Neal       |
| 28, 29, 30 | 9.–10. Oktober    | England    | Brands Hatch (Indy) | Jason Plato     | Jason Plato         | Matt Neal       | Robert Collard  |
| 28, 29, 30 | 9.–10. Oktober    | England    | Brands Hatch (Indy) | Jason Plato     | Andrew Jordan       | Steven Kane     | Tom Chilton     |

## Punktestand

### Fahrer
| Pl. | Fahrer          | Punkte |
| --- | --------------- | ------ |
| 1.  | Jason Plato     | 260    |
| 2.  | Matt Neal       | 229    |
| 3.  | Gordon Shedden  | 218    |
| 4.  | Tom Onslow-Cole | 200    |
| 5.  | Tom Chilton     | 191    |
| 6.  | Steven Kane     | 169    |
| 7.  | Mat Jackson     | 155    |
| 8.  | Robert Collard  | 144    |

| Pl. | Fahrer              | Punkte |
| --- | ------------------- | ------ |
| 9.  | Paul O’Neill        | 136    |
| 10. | Andrew Jordan       | 101    |
| 11. | Alex MacDowall      | 83     |
| 12. | James Nash          | 52     |
| 13. | Tom Boardman        | 48     |
| 14. | Fabrizio Giovanardi | 38     |
| 15. | David Pinkney       | 12     |
| 16. | Phil Glew           | 9      |

| Pl. | Fahrer         | Punkte |
| --- | -------------- | ------ |
| 17. | Daniel Lloyd   | 7      |
| 18. | Andy Neate     | 6      |
| 19. | John George    | 2      |
|     | Martin Johnson | 2      |
|     | Matt Hamilton  | 2      |
|     | James Kaye     | 2      |
| 23. | Sam Tordoff    | 1      |

### Marke
| Pl. | Marke     | Punkte |
| --- | --------- | ------ |
| 1.  | Honda     | 546    |
| 2.  | Ford      | 522    |
| 3.  | Chevrolet | 466    |